# Panda Coto Tres Hermanas
La panda Coto Tres Hermanas es una panda o grupo musical de verdiales fundada en el año 1980 por el José Salazar Gálvez y Candelaria Salazar Ruíz. Esta panda recibe el nombre de  “Coto Tres Hermanas” porque fue fundada en el Cortijo el Coto y son las tres hijas del señor Don José Salazar Gálvez, alcalde de la panda, las bailaoras iniciales. Estas bailaoras reciben el nombre de Candelaria Salazar Ruíz, María Gracia Salazar Ruíz y María José Salazar Ruíz. En la actualidad, el grupo de baile sigue compuesto por estas tres bailaoras, algunas de sus hijas y otras nuevas incorporaciones. 
A lo largo de su existencia la panda ha llevado los cantes, los bailes y  el toque de la fiesta de verdiales del estilo Almogía por gran parte de la geografía española y parte del extranjero. Ha sido una de las pandas más galardonadas a lo largo de su historia, siendo esta panda la que primero subió una mujer bailando una bandera, hecho que no fue bien visto por las demás pandas. Esta mujer es Doña Candelaria Salazar Ruíz, llevándose los mejores premios a los que podía optar. En esta panda han pasado los mejores violinistas de este estilo, como ha sido el gran Alonso, más conocido por el “tuerto”, gracias a él , esta panda ha conseguido los primeros premios en sus inicios. Más tarde, el siguiente gran violinista fue Salvador Padilla, que también llevó a ganar bastantes premios. El siguiente fue Francisco Porras, más conocido como el “Renegao”. Este gran violinista, para muchos aficionados de los verdiales, es considerado como el mejor de todos los tiempos. 
En la actualidad esta panda posee dos grandes violinistas que son Pepe Vargas y Francisco Reina, este último  es discípulo de Francisco Porras. Entre sus miembros cuenta con Salvador Pendón, expresidente de la  Excelentísima Diputación de Málaga. Esta panda junto con la de Raíces de Almogía han sido las que más premios han obtenido a lo largo de su historia.